# Börje Norén
Axel Börje Norén, född 10 juni 1919 i Stöde församling, död 29 mars 1983 i Gottsunda församling, var en svensk botaniker och mikrobiolog.
Börje Norén var son till socialvårdschefen Axel Norén och Sara Katarina Eklund. Efter studentexamen vid Västerås högre allmänna läroverk blev han student vid Uppsala universitet där Elias Melin kom att bli hans lärare i biologi. Norén tjänstgjorde 1941–1942 vid Statens bakteriologiska laboratorium, var 1944–1946 anställd vid AB Lauxein-Cascos forskningslaboratorium och blev 1945 filosofie kandidat, 1948 filosofie magister och 1952 filosofie licentiat. 1955 disputerade  han för filosofie doktorsgrad och blev samma år docent i botanik vid Uppsala universitet. 
Norén tjänstgjorde 1956–1957 som extraordinarie docent vid Uppsala universitet och därefter 1956–1965 som lektor i geografi och biologi vid Halmstads högre allmänna läroverk. 1959–1960 var han forskare vid University of Wisconsin–Madison, 1960–1968 extra universitetslektor och examinator i mikrobiologi vid Lunds universitet samt från 1960 docent och 1961–1968 föreståndare för mikrobiologiska avdelningen där. Norén var ledamot av 1963 års universitets och högskolekommitté 1963–1965, sekreterare i universitetskanslersämbetets biologiutredning 1965, lektor vid Katedralskolan i Linköping från 1965, biträdande professor i ekologisk mikrobiologi vid Naturvetenskapliga forskningsrådet från 1968 och ledamot av Naturvetenskapliga forskningsrådets ekologikommitté 1970–1974, föreståndare för avdelningen för mikrobiologisk ekologi vid Lunds universitet från 1972 och ledamot av Naturvårdsverkets kommitté för marin miljö 1972–1974. Han blev 1975 professor i mikrobiologi vid Lantbrukshögskolan och från 1977 vid Sveriges lantbruksuniversitet. Norén var 1975–1977 ordförande i svenska föreningen Oikos. Han är begravd på Uppsala gamla kyrkogård.